# Gog Magog Hills
Gog Magog Hills är en kulle i Storbritannien.   Den ligger i grevskapet Cambridgeshire och riksdelen England, i den sydöstra delen av landet, 70 km norr om huvudstaden London. Toppen på Gog Magog Hills är 73 meter över havet.
Terrängen runt Gog Magog Hills är huvudsakligen platt.Runt Gog Magog Hills är det ganska tätbefolkat, med 149 invånare per kvadratkilometer. Närmaste större samhälle är Cambridge, 6,3 km nordväst om Gog Magog Hills. Trakten runt Gog Magog Hills består till största delen av jordbruksmark.